# Epicephala trigonophora
Epicephala trigonophora là một loài bướm đêm thuộc họ Gracillariidae. Nó được tìm thấy ở Queensland, New South Wales và Sri Lanka.
Sải cánh dài khoảng 10 mm. Adults have a fringe along the trailing edge of each wing. The fore wings have a pattern of light và dark brown markings. The hind wings are a uniform dark brown.